# Station Cầu Bây
Station Cầu Bây is een spoorwegstation in Sài Đồng, in het oosten van de gemeente Hanoi. Het station ligt aan de Spoorlijn Hanoi - Hải Phòng, welke aangelegd is in 1903.